# Wesmaelius vartianae
Wesmaelius vartianae is een insect uit de familie bruine gaasvliegen (Hemerobiidae), die tot de orde netvleugeligen (Neuroptera) behoort. De soort komt voor in Afghanistan.